# Râul Curmătura, Sitna
Râul Curmătura este un curs de apă, afluent al râului Sitna. 